# Hincksella sibogae
Hincksella sibogae är en nässeldjursart som beskrevs av Chantal Billard 1918. Hincksella sibogae ingår i släktet Hincksella och familjen Syntheciidae. Inga underarter finns listade i Catalogue of Life.